# Calatabiano
Calatabiano é uma comuna italiana da região da Sicília, província de Catania, com cerca de 5.197 habitantes. Estende-se por uma área de 26 km², tendo uma densidade populacional de 200 hab/km². Faz fronteira com Castiglione di Sicilia, Fiumefreddo di Sicilia, Giardini-Naxos (ME), Linguaglossa, Piedimonte Etneo, Taormina (ME).

## Demografia
| Variação demográfica do município entre 1861 e 2011                               |
|                                                                                   |
| Fonte: Istituto Nazionale di Statistica (ISTAT) - Elaboração gráfica da Wikipedia |